# Vlagborstelworm
De vlagborstelworm (Psammoryctides albicola) is een ringworm uit de familie van de Naididae. De wetenschappelijke naam van de soort is voor het eerst geldig gepubliceerd in 1901 door Michaelsen.